# Metaphaenodiscus watshami
Metaphaenodiscus watshami är en stekelart som beskrevs av Annecke 1974. Metaphaenodiscus watshami ingår i släktet Metaphaenodiscus och familjen sköldlussteklar.
Artens utbredningsområde är Zimbabwe. Inga underarter finns listade i Catalogue of Life.